# Vana-Kariste
Vana-Kariste – wieś w Estonii, w prowincji Viljandi, w gminie Mulgi.